# Đồng cỏ và xavan ngập nước

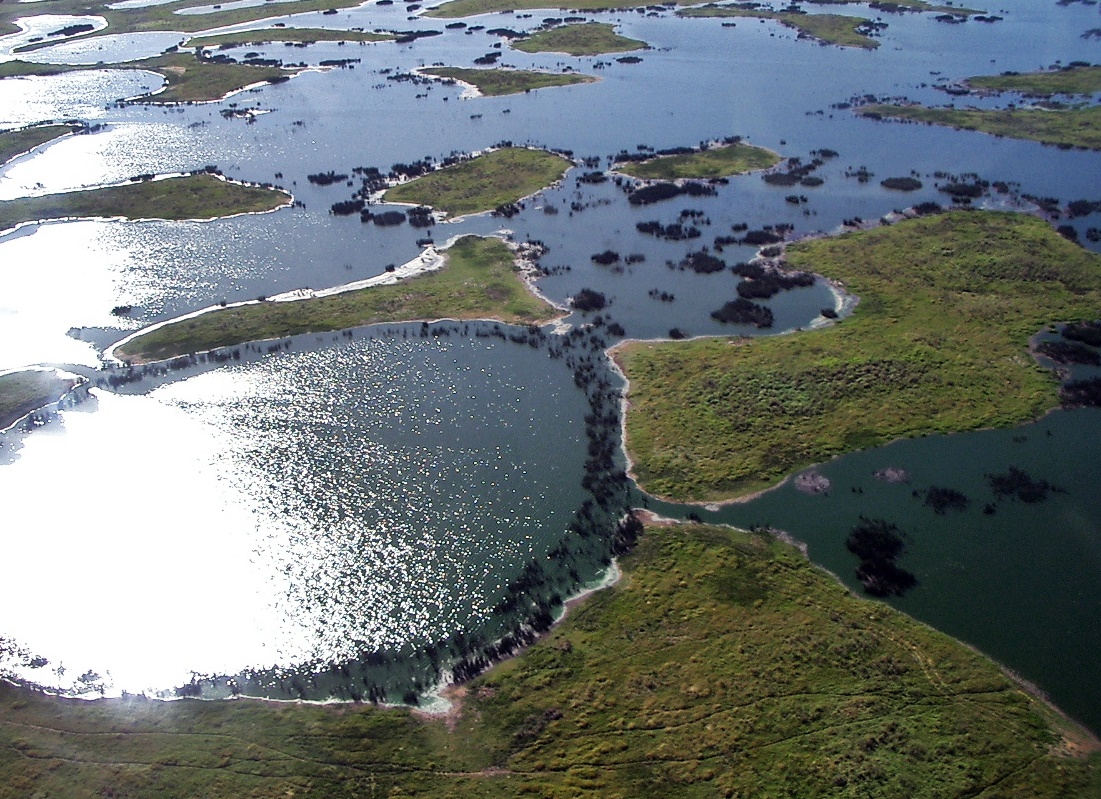
Pantanal, ở miền trung Nam Mỹ

Phạm vi đồng cỏ ngập nước và thảo nguyên

Đồng cỏ và xavan ngập nước là một loại môi trường sống trên cạn trong hệ thống địa sinh học WWF, bao gồm các quảng rộng và phức hợp đồng cỏ ngập nước. Những khu vực này là nơi sinh sống của nhiều động thực vật thích nghi với chế độ thủy văn và điều kiện đất đai độc đáo. Ta có thể tìm thấy cả những nhóm chim di cư và chim nước định cư lớn ở vùng như thế này. Song, tầm quan trọng của loại môi trường sống này đối với chim định cư cũng như  di cư thường dao động tuỳ theo độ sẵn có của nước cũng như độ trù phú từng năm, cùng với đó là là sự mở rộng lẫn thu hẹp giữa các phức hợp đất ngập nước trong một khu vực.
Kiểu môi trường sống này có mặt trên bốn châu lục trên Trái Đất. Một số vùng đồng cỏ và trảng cỏ ngập nước nổi bật trên toàn cầu là Everglades, Pantanal, xavan ngập nước vùng Sahel, xavan ngập lụt Zambezia và Sudd. Everglades là đồng cỏ ngập nước do mưa cấp nước lớn nhất thế giới trên nền đá vôi, và có khoảng 11.000 loài thực vật có hạt, 25 giống cây lan, 300 loài chim và 150 loài cá. Pantanal, một trong những vùng đất ngập nước lục địa lớn nhất trên Trái Đất, là nơi sinh sống của hơn 260 loài cá, 700 loài chim, 90 loài động vật có vú, 160 loài bò sát, 45 loài lưỡng cư, 1.000 loài bướm và 1.600 loài thực vật. Đồng cỏ và xavan ngập nước nói chung là những khu phức hợp lớn nhất ở mỗi khu vực.